# 马来亚铁道29型柴油机车
29型柴油機車，是供馬來亞鐵道（Keretapi Tanah Melayu）使用的柴油機車車種之一，編號29101-29120。

## 概要
2003年4月，馬來亞鐵道公司就訂購40輛幹線柴油機車進行招標，中國北車集團大連機車獲得其中20輛機車的訂單（GE及龐巴迪運輸獲得另外20輛，即「藍虎」機車）。
該型機車是中國首款出口外地的交流傳動柴油機車，使用六軸設計，適用於客貨運。全數20輛機車均已於2005年年底前交付予馬鐵使用。
這款機車可牽引2,500噸貨物，鐵路職員及車迷又把該型機車稱為「大連」。

## 技术特点

### 总体布置
29型柴油机车是干线客货运通用的电力传动柴油机车，车体采用双司机室及外走廊式的底架承载结构，车体上部从前至后分别为第一司机室、电气室、动力室、辅助室、第二司机室，司机室部分采用箱型钢结构，机械间部分采用便于拆装的罩式车体，整个车体可满足高达2500千牛的纵向压缩载荷。车体底架下部两台转向架之间吊挂着燃油箱和蓄电池组，底架两端设有车钩、牵引缓冲装置和排障器。机车根据马来亚铁道公司的技术要求，采用美国西屋制动公司（Wabtec）的28-LAV-1型制动装置，该制动装置既可以牵引使用空气制动的车辆，也可以牵引使用真空制动的车辆。

### 转向架
机车走行部为两台可互换的三轴转向架，转向架构架是由钢板焊接而成的箱型结构，轴箱采用无导框的轴箱拉杆定位结构。一系悬挂为轴箱两侧的双圈螺旋弹簧配橡胶减震垫，轴箱和构架之间装有一系垂向油压减震器；二系悬挂为转向架构架上的四点支承式橡胶堆旁承，车体和构架之间装有抗蛇行减震器；牵引力和制动力通过低位四连杆机构牵引装置传递。牵引电动机采用轴悬式驱动方式，输出的扭矩通过一级减速齿轮传递给轮对。

### 柴油机
机车装用一台德国MAN公司16RK215T型柴油机，由位于英国斯托克波特的工厂制造。这是一款四冲程、16气缸、直接喷射、涡轮增压的V型中速柴油机，附带起动电动机、机油热交换器、机油滤清器和电子调速器。气缸内径为210毫米，活塞冲程为275毫米；UIC标定功率为4,230马力（3,160千瓦），装车运用功率为3,460马力（2,580千瓦），转速范围为每分钟430～1000转。

### 传动系统
主传动系统使用交—直—交流电传动装置，电传动系统包括变流装置和牵引电动机由日本东芝公司提供。牵引状态时，柴油机直接驱动一台同步牵引发电机，发出三相交流电供给一个整流装置，转换成1800伏特的中间直流电压，然后经由六台独立的两点式电压型逆变器，将直流电转换成频率、电压可调节的三相交流电，分别向六台三相异步牵引电动机独立轴控供电。每个逆变器由六个IGBT元件（3300V、1200A）构成，采用矢量控制策略。

## 機車命名
29型柴油机车全部皆以树木的品种名称来命名。
| 機車編號 | 名稱    |       | 機車編號 | 名稱 |
| -------- | ------- | ----- | -------- | ---- |
| 29101    | Cengal  | 29111 | Seraya   |      |
| 29102    | Meranti | 29112 | Damar    |      |
| 29103    | Merbau  | 29113 | Nyatoh   |      |
| 29104    | Jati    | 29114 | Ramin    |      |
| 29105    | Mersawa | 29115 | Kempas   |      |
| 29106    | Belian  | 29116 | Sepetir  |      |
| 29107    | Keranji | 29117 | Tembusu  |      |
| 29108    | Balau   | 29118 | Tualang  |      |
| 29109    | Keruing | 29119 | Medang   |      |
| 29110    | Penaga  | 29120 | Kledang  |      |

## 可靠性問題
馬鐵在向中國訂購機車時，一度對中國機車寄予厚望，認為可作德國「藍虎」機車的替補。馬鐵於2005年把40輛舊機車除籍。
在該型機車投入服務後，其接二連三的故障問題已令馬鐵方面感到失望，每天有最少11輛機車要留廠整修。馬鐵為維持鐵路能正常運作，向印度租借15輛柴油機車。至2008年5月，僅剩下5輛大連機車仍在服役，其餘15輛均被擱置在調車場。
馬鐵於同年9月成立了一特別小組，負責整修這批機車。由於這批機車尚在保養期內，大連機車派員為這批機車免費提供維修服務。經過3個月的維修，截至2008年12月，已修妥及復出行走的中國機車為數18輛，剩下2輛會於月底前修妥及復出。
造成這些中國製機車經常出現問題的原因，是當時中國的交流傳動技術尚未成熟，以及系統整合經驗不足，除此之外，機車柴油機的冷卻系統設定並不適合馬來西亞的氣候。另外，中國方面為馬來西亞製造該型機車的原因，主要是為了換取該國的棕油。

## 外部連結
- 出口马来西亚国铁内燃机车项目